# بایان‌تومن
شهرستان بایان‌تومِن (به زبان مغولی: Баянтүмэн сум، [Bajantümen sum]؛ ᠪᠠᠶ᠋ᠠᠨ ᠲᠦ᠋ᠮᠡᠨ ᠰᠤᠮᠤ، [bayan tümen sumu]) یک شهرستان (سُوم) در مغولستان است که در استان دورنود واقع شده‌است. بایان‌تومن ۸٬۳۲۱ کیلومتر مربع مساحت دارد.

## تقسیمات اداری
شهرستان بایان‌تومن متشکل از ۴ قصبه (باغ) می‌باشد، شامل:
- اولجیت (مغولی: Өлзийт баг، [Ölzijt bag]؛ ᠥᠯᠵᠡᠶᠢᠲᠦ ᠪᠠᠭ، [öljeyitü baɣ])
- جارغالانت (مغولی: Жаргалант баг، [Žargalant bag]؛ ᠵᠢᠷᠭᠠᠯᠠᠩᠲᠤ ᠪᠠᠭ، [jirɣalaŋtu baɣ])
- خوتونت (مغولی: Хотонт баг، [Xotont bag]؛ ᠬᠣᠲᠤᠩᠲᠤ ᠪᠠᠭ، [qotuŋtu baɣ])
- چاغان‌دِرس (مغولی: Цагаан дэрс баг، [Cagaan ders bag]؛ ᠴᠠᠭᠠᠨ ᠳᠡᠷᠡᠰᠦ ᠪᠠᠭ، [čaɣan deresü baɣ])
- خوتونت (مغولی: Хотонт баг، [Xotont bag]؛ ᠬᠣᠲᠤᠩᠲᠤ ᠪᠠᠭ، [qotuŋtu baɣ])